# Lippia rehmannii
Lippia rehmannii là một loài thực vật có hoa trong họ Cỏ roi ngựa. Loài này được H.Pearson mô tả khoa học đầu tiên năm 1901.